# Seregno Foot-Ball Club 1946-1947
Questa voce raccoglie le informazioni riguardanti  il Seregno Foot-Ball Club nelle competizioni ufficiali della stagione 1946-1947.

## Rosa
| N. |                   | Ruolo | Calciatore      |
| -- | ----------------- | ----- | --------------- |
|    | Italia (bandiera) | A     | Umberto Arosio  |
|    | Italia (bandiera) | A     | Mario Bandirali |
|    | Italia (bandiera) | C     | Mario Bertiglia |
|    | Italia (bandiera) | A     | Aldo Boffi      |
|    | Italia (bandiera) | D     | Enrico Brustia  |
|    | Italia (bandiera) | A     | Franco Canali   |
|    | Italia (bandiera) | D     | Eugenio Cestari |
|    | Italia (bandiera) | D     | Felice Como     |
|    | Italia (bandiera) | A     | Confalonieri    |
|    | Italia (bandiera) | C     | Vittorio Erba   |

| N. |                   | Ruolo | Calciatore          |
| -- | ----------------- | ----- | ------------------- |
|    | Italia (bandiera) | A     | Luigi Gallanti      |
|    | Italia (bandiera) | P     | Giovanni Galliani   |
|    | Italia (bandiera) | A     | Luigi Galliani      |
|    | Italia (bandiera) | D     | Aldo Grumetti       |
|    | Italia (bandiera) | D     | Luigi Lorini        |
|    | Italia (bandiera) | C     | Franco Magri        |
|    | Italia (bandiera) | A     | Attilio Marazzini   |
|    | Italia (bandiera) | P     | Gianni Mattioni     |
|    | Italia (bandiera) | C     | Angelo Pirovano (I) |
|    | Italia (bandiera) | D     | P. Vigoni           |